# Bassorah Fossa
La Bassorah Fossa è una struttura geologica della superficie di Encelado.